# 옴니 카츠

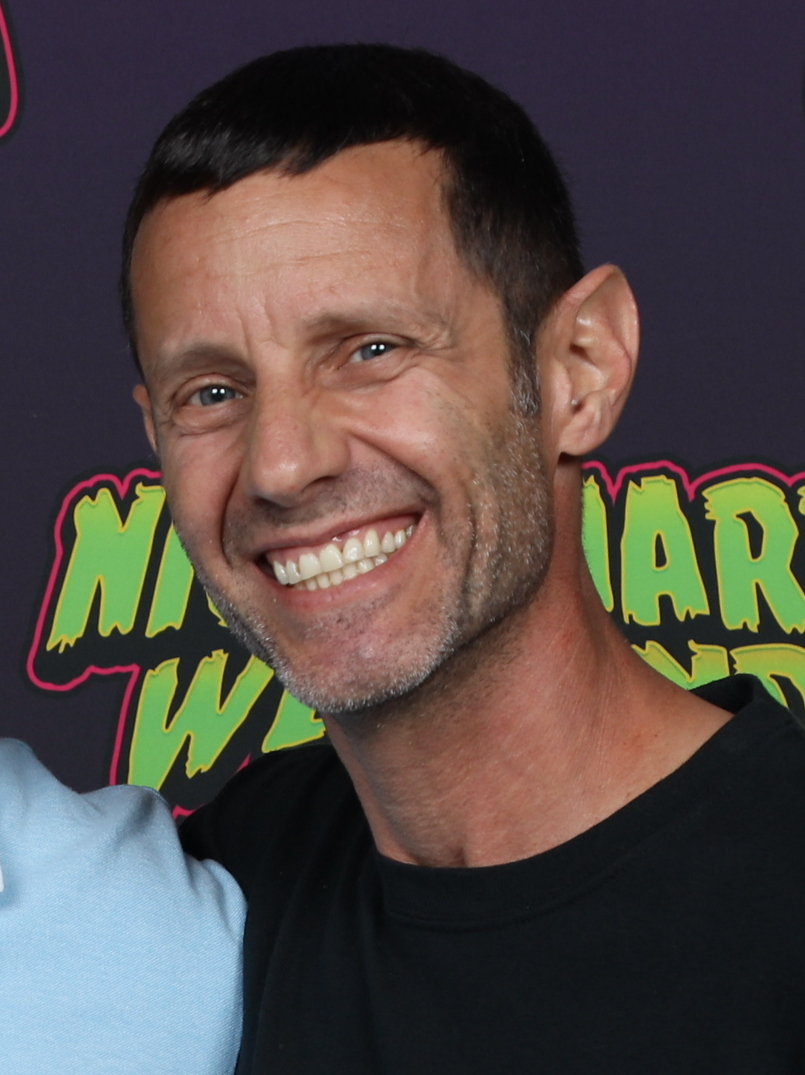

옴니 카츠(Omri Katz, 1976년 5월 30일 ~ )는 미국의 배우, 텔레비전 배우, 영화배우이다.
로스앤젤레스에서 태어났다.

## 방송
- 달라스

## 영화
- 호커스 포커스 (1993년) - 맥스 데니슨 역
- 어드벤쳐 인 다이노소어 시티 (1991년)
- 마샬의 환상모험 (1991년) - 마셜 텔러 역
- 스피드 (1984년)
- 달라스 (1978년)